# Estrat (botànica)
En botànica, els estrats vegetals descriuen els principals nivells d'estradificació vertical d'una comunitat vegetal, cadascun caracteritzat per un microclima i una fauna específics.
És possible que tots aquests estrats no estiguin presents conjuntament en un mateix entorn.
En un bosc bosc primari, la presència d'espècies varien en tots els estrats en una estructura no uniforme (arbres de diferents classes d'edat) i el mosaic és un indicador de la biodiversitat.

## Cinc estrats principals
Esquemàticament, els cinc nivells principals (que es poden subdividir) són:
- l'estrat arbori està format per arbres d'una altura al voltant de 8 m.
- l'estrat arbustiu compost per matolls o arbustos (que fan 0,3 m, m a 2 m, a l'edat adulta per estrats d'arbustos baixos, de 2 a 7 m per l'estrat arbustiu alt);
- l'estrat herbaci compost de plantes herbàcies (incloses herbes i males herbes), fins a 1 m, 1,50 m, d'altura en la maduresa;
- l'estrat criptogàmic o muscinal compost de líquens i molses, fins a uns pocs mil·límetres d'altura;
- l'estrat hipogeu o infracriptogàmic compost de flora subterrània i microfauna del sòl, principalment presents en els primers 20 cm del sòl. Es compon principalment de molses i líquens.[2]

Els tres últims estrats de vegades s'anomenen "pisos baixos".
Els autors afegeixen de vegades el nivell del dosser arbori, part superior de l'estrat arbori que floreixen les «dríades» (fases de maduresa, per exemple a Europa, amb un dosser dominat per avets i/o pins en zones fredes, àcides i/o de muntanya, i els faigs en planúries). Després de la tala o alteració natural, les dríades apareixen lentament de manera natural (o mai en boscos intensament explotats, no es converteix en dominant després de 200 anys, i fins i tot molt més temps als boscos tropicals i equatorials.

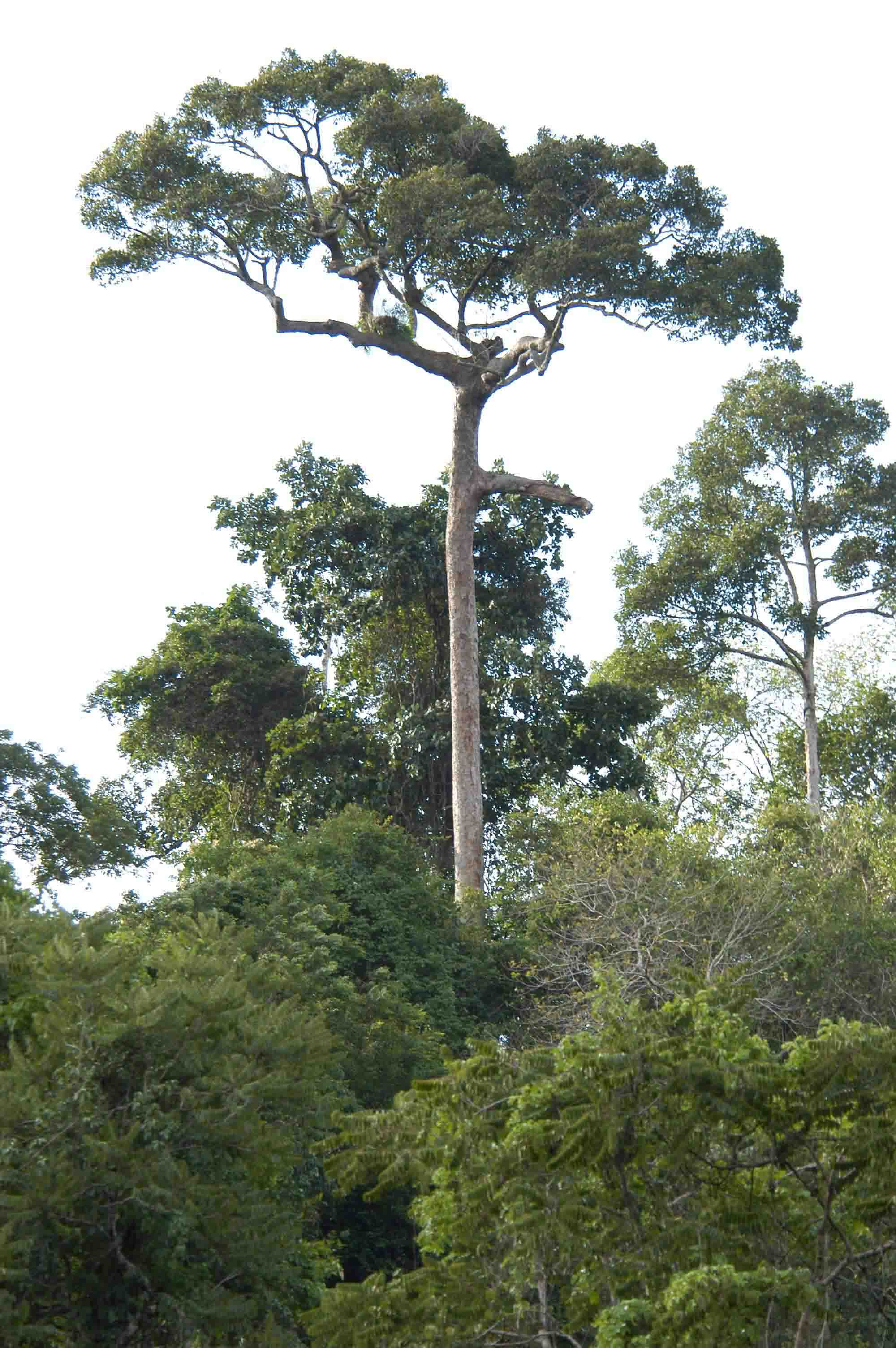
Arbre emergent (aquí Dipterocarp el tronc del qual emergeix del dosser arbori - Parc Nacional de Khao Yai a Tailàndia)

Ce sont souvent des espèces à bois dense et dur, à grande longévité (et à racines profondes là où l'eau manque). Ils sont souvent consolidés par de larges contreforts. Jeunes, ils sont sciaphiles (appréciant l'ombre et une humidité et fraicheur relative). Ils peuvent ne s'épanouir, comme arbres dominant la canopée, qu'après plusieurs siècles ou plus d’un millénaire d'une lente croissance sous le couvert de la canopée.
Finalment, dins de les dríades, de la propi dosser arbori emergeixen alguns arbres molt grans, de vegades amb un port molt gran, anomenats arbres emergents. Sovint són espècies de fusta densa i dura, amb gran longevitat (i amb arrels profundes on l'aigua escasseja). Sovint estan consolidades per grans contraforts. Quan són joves, són tolerants a l'ombra (gaudeixen de l'ombra i la humitat i frescor relativa). Només poden prosperar com els arbres que dominen el dosser arbori, després de diversos segles o més d'un mil·lenni de creixement lent sota la coberta del dosser arbori.
Un estudi del 2008 va mostrar que només una dotzena d'espècies de bosc atlàntic brasiler són resistents a la fragmentació forestal, i només lluny de les vores o al cor de les parcel·les més grans. Per tant, aquestes últimes espècies es poden considerar com a bioindicadors de problemes de la fragmentació de l'hàbitat forestal.
L'ocupació de cada estrat dona lloc a una competència d'espècies pels recursos lleugers i edàfics (aigua, elements minerals), cadascuna d'aquestes espècies optimitzant l'assignació de recursos aeris (llum) i subterranis entre les funcions de creixement i reproducció.

## L'estratificació delshàbitats naturalso seminaturals

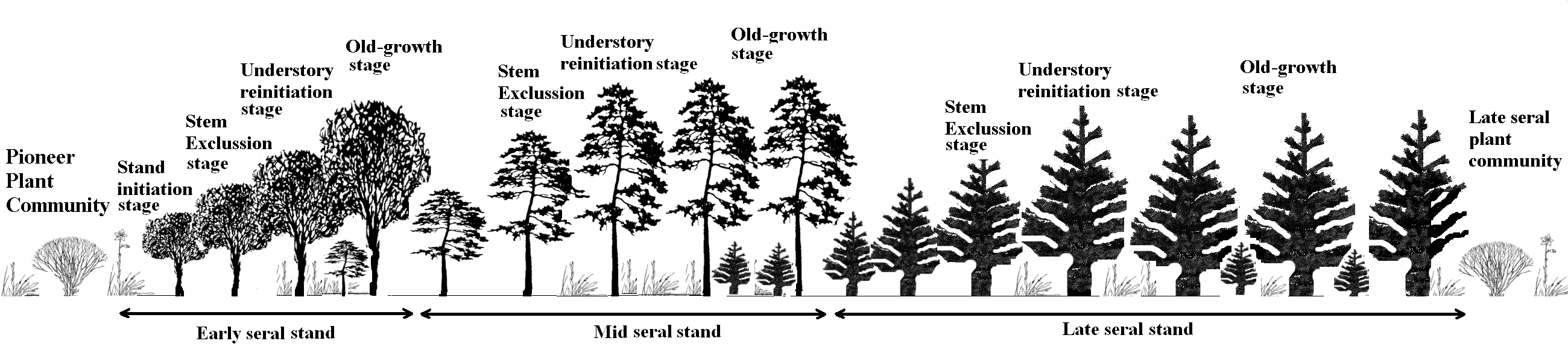
Representació (teòrica i simplificada) de la successió forestal per a tres tipus d'espècies. Després de cada esdeveniment advers es crea un buit al bosc, des d'una etapa pionera, diversos estrats de la vegetació es reconstituexen i evolucionen successivament, principalment sota el control de la llum i si cal dels herbívors

Els representants d'alguns grups d'animals, plantes o fongs poden colonitzar tots els estrats del bosc. Aquest és el cas per exemple de lianes (per exemple, heures) i algunes espècies de líquens, molses, bacteris, bolets, insectes) ... No obstant això, moltes espècies només viuen en un sol estrat o preferentment l'exploten.
Aquests estrats estan canviant en l'espai i en el temps, el ritme de pertorbacions ecològiques i de regeneració natural o cicles silvigenètics
L'alçada i la importància en termes de biomassa en cada estrat varia molt en funció del moment del cicle silvigenètic i de la zona biogeogràfica considerada.